# Соколівка (Вознесенський район)
Соколі́вка — село в Україні, у Братській селищній громаді Вознесенського району Миколаївської області. Населення становить 311 осіб. До 2020 року орган місцевого самоврядування — Улянівська сільська рада.

## Населення
Згідно з переписом УРСР 1989 року чисельність наявного населення села становила 299 осіб, з яких 135 чоловіків та 164 жінки.
За переписом населення України 2001 року в селі мешкало 310 осіб.

### Мова
Розподіл населення за рідною мовою за даними перепису 2001 року:
| Мова       | Чисельність | Відсоток |
| ---------- | ----------- | -------- |
| українська | 281         | 90,35%   |
| російська  | 16          | 5,15%    |
| румунська  | 12          | 3,86%    |
| білоруська | 1           | 0,32%    |
| інші       | 1           | 0,32%    |
| Усього     | 311         | 100%     |